# Cantonul Couptrain
Cantonul Couptrain este un canton din arondismentul Mayenne, departamentul Mayenne, regiunea Pays de la Loire, Franța.

## Comune
| Comune                    | Populație (1999) | Cod poștal | Cod INSEE |
| ------------------------- | ---------------- | ---------- | --------- |
| Chevaigné-du-Maine        | ...              | 53250      | 53069     |
| Couptrain                 | ...              | 53250      | 53080     |
| Javron-les-Chapelles      | ...              | 53250      | 53121     |
| Lignières-Orgères         | ...              | 53140      | 53133     |
| Madré                     | ...              | 53250      | 53142     |
| Neuilly-le-Vendin         | ...              | 53250      | 53164     |
| La Pallu                  | ...              | 53140      | 53173     |
| Saint-Aignan-de-Couptrain | ...              | 53250      | 53196     |
| Saint-Calais-du-Désert    | ...              | 53140      | 53204     |